# Jean-Léonor Le Gallois de Grimarest
Jean-Léonor Le Gallois, sieur de Grimarest, né et baptisé en mai 1659 à Bernières-sur-Mer, mort à Paris le 23 août 1713, est un polygraphe français de la fin du règne de Louis XIV.
Tout à la fois mathématicien et théoricien des fortifications, historien militaire et maître de langue, son nom reste attaché à celui de Molière, dont il a été, trente-deux ans après sa mort, le premier véritable biographe.

## Biographie

### Famille
Fils aîné de François Le Gallois (1633-1693) et de Marie Le Coq, Grimarest est issu d’une famille de petite noblesse normande. Son grand-père paternel, Robert Le Gallois, s’établit dans les années 1620 à Paris, où, devenu en 1626 valet de chambre de la reine mère Marie de Médicis, puis « lieutenant de robe courte de la prévôté de l’hôtel », il épouse, le 11 février 1631, Marie de Saint-Aubin, fille d’un riche chapelier de la capitale, alors âgée de dix-sept ans. Ils auront trois enfants, qui, après la mort prématurée de leur père, seront élevés en Normandie.
La cadette, Marie-Élisabeth, sera mariée au petit-fils ou petit-neveu de Jacques de Cahaignes, célèbre médecin de Caen. Le cadet, Tanneguy Le Gallois, dit le Chevalier de Beaujeu (163 ?-1711), officier de la marine royale, sera successivement lieutenant de vaisseau (1667), capitaine de frégate (1671), capitaine des vaisseaux (1672), pour finir capitaine du port du Havre.
L’aîné, François Le Gallois (1633 ?-1693), père de Grimarest, tout en héritant de la charge de lieutenant de robe courte de son père, s’est fait un nom dans le monde des lettres et de l’érudition scientifique. Proche de deux illustres Caennais, Pierre-Daniel Huet et André Graindorge, il s'installe à Paris, où il remplit les fonctions de secrétaire de l’académie de l’abbé Bourdelot. En 1672 et 1674, il en publie les Conversations,, dédiées successivement au duc d’Enghien, fils du Grand Condé, et à l’« abbé Huet », alors sous-précepteur du Dauphin. En 1680, il fait paraître un Traité des plus belles bibliothèques de l’Europe et une Lettre de Mr Le Gallois à Mademoiselle Regnault de Solier touchant la musique,. Dans la seconde moitié des années 1680, il collabore à diverses revues savantes publiées en Hollande ou en Allemagne , dans lesquelles il fait paraître de copieux comptes rendus critiques d’ouvrages d’érudition rédigés en latin, dont six ans après sa mort son fils Jean-Léonor publiera un recueil d’extraits sous le titre de Commerce savant et curieux.
Le compilateur anonyme des Furetieriana publiés en 1696, qui pourrait bien être Grimarest lui-même, prête à l'auteur du célèbre Dictionnaire universel quelques lignes élogieuses sur l'éditeur des Conversations de l'Académie Bourdelot : « Mr Le Galloys, […] était plus savant qu’il ne le paraissait et plus mal avec la fortune qu’il ne devait l’être, mais le tribunal des lettres est celui où il y a de plus méchants juges. Il était aimé de tous ceux qui le connaissaient, parce que c’était un homme de bien. » De toutes les infortunes de François Le Gallois, la plus lourde de conséquences est d’avoir été arbitrairement prénommé Pierre par le bibliographe Charles Weiss dans le 16e volume de la Biographie universelle ancienne et moderne de Louis-Gabriel Michaud (première édition, 1816), suivi en cela par tous les auteurs des siècles suivants.

### Années d'enseignement
On ignore ce que furent précisément les études de Grimarest, et où il les fit. Elles ont dû être sérieuses, puisqu'il enseignera pendant des années les mathématiques, le dessin, l'art de la guerre et des fortifications, et qu'il sera plus tard « maître de langue » et de déclamation à Paris.
Le 1er décembre 1684, dans la chapelle du château de Cangé, à Saint-Avertin, le jeune homme, âgé de vingt-cinq ans, épouse de manière quasi clandestine Jeanne de Forfait, enceinte de six mois, fille mineure d'un bourgeois caennais installé à Paris. Le couple emménage quelque temps après rue du Four, au faubourg Saint-Germain, « dans un appartement de huit pièces meublées convenablement à [des personnes de leur] état ». Il y demeurera jusqu’en 1710 environ, date à laquelle il emménagera rue de Tournon, puis rue de Vaugirard. Les Grimarest auront trois fils : Charles-Honoré (1685-173?), qui sera maître de langue et de mathématiques à Paris, Robert-Tanneguy (1693-17??), dont on ignore tout, et Jean-Henri (1695-176?), qui en 1715 partira pour l'Espagne, où il fera souche sous le nom de Juan Enrique Legallois y Grimarest et se fera connaître comme ingénieur militaire et auteur, en 1747, d’une grammaire française à l'usage des hispanophones,.
Lors de son mariage, Grimarest remplissait à Paris, depuis quelques années, les fonctions de chargé d'affaires de son oncle le capitaine de Beaujeu. Au cours de la décennie suivante, il enseignera « l'art de la guerre » et des fortifications, ce qui l'amènera à séjourner dans diverses places fortifiées des marches septentrionales et méridionales du royaume, et à participer, au moins en tant qu'observateur et expert, à quelques uns des grands sièges et batailles des années 1690. En témoigne l'étude intitulée Fonctions des généraux, ou l'art de conduire une armée, qu'il fera paraître en 1710, alors qu'il aura mis fin depuis plus de dix ans à ces activités pédagogico-militaires, et où s'exprime l'admiration de Grimarest pour certains des plus illustres généraux ou ingénieurs de la fin du siècle.
En témoignent également un certain nombre de travaux restés inédits, dont sa veuve signalera l'existence en 1713 dans une lettre à Leibniz : « … J’ai aussi son Cours militaire, qui contient quatre volumes, et deux autres volumes qui sont des discours sur les places frontières de Flandre, de Catalogne et de Roussillon, dans lesquels il fait l’histoire de chaque ville et fait voir les raisons pourquoi elles sont fortifiées de telle et telle manière. Ce sont ces discours qu’il faisait publiquement dans le commencement qu’il a enseigné l’art de la guerre, qui ont contribué à lui acquérir la réputation qu’il a eue et qui l’ont fait connaître. »

### Au service des Noailles
C'est dans ce cadre, sans doute, et au cours des dernières années du siècle, qu'il entre au service du maréchal-duc Anne-Jules de Noailles, dont à une date inconnue il deviendra l'intendant. C'est dans le même cadre peut-être, et au cours des mêmes années, qu'il entre en relation avec Jean Racine et sa famille, qui demeurent non loin de chez lui, dans la rue du Marais, aujourd'hui rue Visconti. Relation dont témoignent deux lettres du poète à l'aîné de ses fils, Jean-Baptiste, qui est alors en classe de rhétorique puis de philosophie au collège de Beauvais, où il a pour condisciple et ami, le comte d'Ayen futur maréchal de Noailles, son aîné de deux mois.
Au printemps 1700, Grimarest fait paraître, sous le titre Commerce de lettres savantes et curieuses, un recueil de sept études aux sujets très disparates, dont deux ou trois sont assurément de lui. L'épître dédicatoire, signée « De G*** » et adressée au comte d'Ayen, fait connaître à demi-mot les liens de familiarité qui existent entre l'éditeur et le dédicataire.

### La Vie de M. de Molière
Publiée en 1705, La Vie de M. de Molière se présente comme la première biographie de Molière, avec pour ambition de « le faire connaître tel qu'il était » et de dissiper « une infinité de fausses histoires » que l'on racontait sur lui. Le biographe a conscience de travailler pour la postérité, car les pièces de Molière, « représentées sur tant de théâtres, traduites en tant de langues, le feront admirer autant de siècles que la scène durera » (p. 2). Il affirme avoir mené une véritable enquête et consulté nombre de personnes. Son récit fait apparaître que son principal informateur est son ami le comédien Michel Baron, auquel il doit nombre de détails et d'anecdotes dont ce dernier a été témoin. Mais il mentionne également Jean Racine ainsi qu'Esprit Madeleine Poquelin, seule survivante des quatre enfants de Molière et Armande Béjart.
Cet ouvrage sera la source de toutes les biographies écrites pendant plus d'un siècle, et ce en dépit des critiques virulentes qui lui seront adressées. Ainsi, dès l'année suivant la publication, Nicolas Boileau, qui, à partir de 1663, avait été proche de Molière, se montre particulièrement sévère à l'égard de Grimarest. Son correspondant et interlocuteur, l'avocat Claude Brossette, lui ayant écrit de Lyon, le 8 mars 1706 : « Nous avons ici depuis longtemps la Vie de Molière, par M. Grimarest. Cet ouvrage n'est pas trop bien écrit, et il y manque bien des choses. D'ailleurs, c'est moins la Vie de Molière que l'histoire de ses comédies. Une seconde édition, corrigée pour le style et augmentée pour les faits, serait bien agréable. Mais quand la verrons-nous ? », le vieux satiriste répond quatre jours plus tard : « Pour ce qui est de la Vie de Molière, franchement ce n’est pas un ouvrage qui mérite qu’on en parle. Il est fait par un homme qui ne savait rien de la vie de Molière, et il se trompe dans tout, ne sachant pas même les faits que tout le monde sait.» Certains auteurs ont cru pouvoir expliquer ce jugement négatif par le récit que fait Grimarest d'une anecdote où Boileau n'apparaît guère à son avantage : alors qu'il faisait la morale à Chapelle, il se laisse entraîner dans un cabaret tout proche où ce dernier l'enivre.
On rencontrera par la suite une attitude semblable chez de très nombreux auteurs, à commencer par Voltaire, dont la Vie de Molière (1739) n'est pourtant, comme l'observe une historienne moderne, « qu'un raccourci de [l'ouvrage] de Grimarest ». En 1847, Anaïs Bazin reproche à Grimarest d'être « un homme sans nom, sans autorité, sans goût, sans style, sans amour au moins du vrai, un de ces besogneurs subalternes qui touchent à tout et gâtent tout ce qu'ils touchent... ». Gustave Michaut le qualifie de « biographe marron… écrivain suspect et sans autorité… obscur auteur d’obscurs ouvrages. » Après avoir signalé que Grimarest est lui-même l'auteur de la « Lettre critique » qui fait suite à sa Vie de Molière, afin de pouvoir se justifier dans la « Réponse », Gustave Michaut relève systématiquement les erreurs du biographe.
Dans sa volumineuse biographie de Molière, publiée en 1998, Roger Duchêne confronte méthodiquement des éléments du récit de Grimarest aux faits établis par l'historiographie moliéresque. Auteur vingt ans plus tard d'une biographie non moins ambitieuse, qui semble aujourd'hui faire autorité, Georges Forestier tient lui aussi à rappeler dans sa préface que les recherches des moliéristes des XIXe et XXe siècles ont remis en cause un grand nombre d'affirmations de son devancier, à commencer par la date de la naissance de Molière, sa maison natale et même le nom du grand-père qui aurait fait découvrir le théâtre au jeune Poquelin. Forestier propose ensuite un récit qui, renonçant à discuter des affirmations de Grimarest, s'appuie sur l'examen des documents originaux, à l'exclusion des anecdotes rapportées par Grimarest et certains de ses successeurs.
On trouve cependant sur cet ouvrage des jugements plus nuancés, voire très favorables et chaleureux, dans la biographie de Paul Mesnard, dans l'étude d'Abel Lefranc, dans l'avant-propos d'Auguste-Poulet Malassis à l'édition de 1877, et dans les préfaces de Léon Chancerel, en 1930, et de Georges Mongrédien, en 1955. 
Florence Filippi, qui retrace « la double tradition biographique des vies de Molière » montre que « les biographes du XIXe siècle vont s'employer davantage à contredire Grimarest qu'à donner leur version de la vie de Molière. En définitive, chaque biographe prétend démentir ce qui a été dit précédemment, selon une logique de construction et reconstruction successives. »

### Les Campagnes de Charles XII, roi de Suède
Quelques jours après la publication de la Vie de M. de Molière, Grimarest publie, chez les mêmes libraires parisiens et à La Haye, un fort volume consacré aux récentes et prestigieuses campagnes militaires du jeune Charles XII de Suède. Trois autres volumes paraîtront au cours des années suivantes.

### Dernières années
En avril 1709, après la mort du prince Henri-Jules de Bourbon-Condé (fils du « Grand Condé ») dont il était le secrétaire depuis quelques années, Grimarest, qui a cinquante ans, renonce à tout nouvel emploi pour se consacrer à la rédaction de plusieurs ouvrages.
Au début de 1712, il accepte de devenir le correspondant parisien du célèbre philosophe et mathématicien Leibniz. En juin de la même année, il fait paraître des Éclaircissemens sur les principes de la langue françoise, avant d’être victime d'une « attaque de paralysie » qui le met quasi hors d'état de travailler. Mort dans sa maison de la rue de Vaugirard, il est inhumé le lendemain au cimetière de l'église Saint-Sulpice.

## Publications
- Commerce de lettres curieuses et savantes, Paris, André Cramoisy, la Veuve R. Chevillon, Guillaume Cavellier et Charles Osmont, 1700.
- La Vie de M. de Moliere, Paris, Jacques Le Febvre, 1705, 328 p. (lire en ligne). Cet ouvrage a connu de nombreuses rééditions au cours des trois siècles suivants, dont La Vie de M. de Molière : avec une notice par A.-P. Malassis, Paris, Isidore Liseux, 1877, 256 p. (lire en ligne sur Gallica) ; Vie de Monsieur de Molière par Jean-Léonor Gallois sieur de Grimarest, réimprimée d’après le texte de 1705, suivie de la Lettre critique et de la Réponse à la Lettre critique, et précédée d’une notice biographique et critique de Léon Chancerel, Paris, La Renaissance du livre, coll. "Bibliothèque de l’amateur de théâtre", 1930, et La Vie de M. de Molière, édition critique par Georges Mongrédien, Paris, Michel Brient, 1955 ; réimp. Slatkine Reprints, 1973.
- Les Campagnes de Charles XII, roi de Suede, Paris, Jacques Le Febvre ; Pierre Ribou, 1705-1711, 4 vol. (lire en ligne), t. 1er sur Google Livres. Les deux premiers volumes ont été publiés également à Stockholm en 1707. Réédition à La Haye, 1731, sous le titre  Les Campagnes de Charles XII, roi de Suède, par M. de Grimaret [sic], auteur de la Vie de Mr de Moliere». 4 tomes en 2 volumes.
- Lettre critique à Mr. de *** sur le livre intitulé, La Vie de Mr. de Moliere, Paris, Claude Cellier, 1706, 46 p. (lire en ligne).
- Adition à la Vie de Monsieur de Moliere : contenant une réponse à la critique que l’on en a faite à Paris, Paris, Jacques Le Febvre et Pierre Ribou, 1706, 70 p. (lire en ligne).
- Traité du récitatif dans la lecture, dans l’action publique, dans la déclamation, et dans le chant : Avec un traité des accens, de la quantité & de la ponctuation, Paris, Jacques Le Febvre et Pierre Ribou, 1707, Nouvelle édition, corrigée et augmentée de plusieurs remarques nécessaires, Rotterdam, 1740. Réédition critique dans Sabine Chaouche (éd.), Sept traités sur le jeu du comédien et autres textes. De l’action oratoire à l’art dramatique (1657-1750), Paris, Honoré Champion, p. 263-381 (lire en ligne sur Gallica).
- Mr. de Grimaret [sic] (avec une Architecture militaire, ou L’art de fortifier les villes, par le chevalier de Antoine de Saint-Julien), Fonctions des généraux : ou l’art de conduire une armée, contenant la pratique des marches, campemens & évolutions des armées, La Haye, Pierre Husson, 1710 (lire en ligne sur Gallica).
- Traité sur la manière d’écrire des lettres et sur le cérémonial, avec un discours très-curieux sur ce qu’on appelle usage dans la langue françoise, La Haye, Adrian Moetjens, 1709 (lire en ligne), rééditions Paris, 1735, et sous le titre Considérations sur le stile épistolaire et le Cérémonial dans la commerce de lettres, Nancy, Antoine, 1755, 318 p. (lire en ligne).
- Éclaircissemens sur les principes de la langue françoise, Paris, Florentin Delaulne, 1712 (réimpr. Genève, Slatkine, 1972) (lire en ligne sur Gallica).
- Figures de la fortification ou Architecture militaire à la françoise, 1710, manuscrit conservé à la « Bibliothèque de tradition « de la DGER des Écoles de Saint-Cyr-Coëtiquidan.